# دانشگاه پاریس-ساکلی
دانشگاه پاریس-ساکلی (فرانسوی: Université Paris-Saclay‎) نام یک موسسهٔ پژوهشی فناورانه و همچنین یک دانشگاه تحقیقاتی دولتی در شهر پاریس پایتخت فرانسه است. این دانشگاه بخشی از پروژه پاریس-ساکلی است، که یک پردیس علمی خوشه تحقیقاتی و خوشه صنعتی در حال توسعه در فلات د ساکلی نزدیک پاریس و مرکز اصلی آموزش و پژوهش در خوشه فناوری پاریس-ساکلی است. این دانشگاه چند «مؤسسهٔ آموزش عالی در فرانسه» (به فرانسوی: grande école) و دانشکده‌های پیشرو، کالج‌ها و مراکز تحقیقاتی که بخشی از سازمان‌های تحقیقاتی برتر جهان در زمینه‌های مختلف هستند را یکپارچه کرده‌است.